# Batallas de Kfar Darom
Las batallas de Kfar Darom se refieren a un número de enfrentamientos militares en 1947-1948 entre la Haganá judía y diversas fuerzas árabes en la guerra árabe-israelí de 1948, en el sur del kibutz Kfar Darom. Los más notables batallas se libraron los días 13-15 de mayo de 1948, entre el Palmaj y el ejército egipcio, incluyendo unidades de los Hermanos Musulmanes. El kibutz fue defendido por unos 30 israelíes y se mantuvo firme contra numerosos ataques.
Mientras que los asaltos egipcios no tuvieron éxito, su asedio llevó a la evacuación del kibutz por sus miembros el 8 de julio de 1948, después de los intentos de reabastecimiento a través de la tierra y el aire de la Brigada Néguev y la Fuerza Aérea Israelí fueron fueran insuficientes o un fracaso total. El ejército egipcio irrumpió al día siguiente solamente para descubrir que el kibutz estaba vacío.

## Antecedentes
Kfar Darom fue originalmente un huerto de frutas establecido en 1930 por el productor de cítricos Tuvia Miller, situado muy lejos del resto de la población judía del Mandato británico de Palestina. Fue destruido en la revuelta árabe de 1936-1939.
El pueblo fue restablecido como parte del plan de los 11 puntos en el Néguev, una respuesta al Plan Morrison-Grady para la partición de Palestina. El 6 de octubre, nuevos inmigrantes dejaron Be'erot Yitzhak para crear Kfar Darom, Beeri y Takuma.
Kfar Darom fue estratégicamente situado en la carretera costera, que los egipcios se utilizarían más tarde como su principal vía de avance y de suministros.

## Guerra civil durante el Mandato de Palestina (1947-1948)
Mientras que todos los pueblos judíos en el Néguev fueron aislados hasta cierto punto y, por tanto, se convirtieron en objetivos relativamente fáciles durante la guerra durante el Mandato de Palestina; Kfar Darom llevó la peor parte de los ataques árabes. Los primeros disparos fueron hechos en el pueblo el 7 de diciembre de 1947. En ese momento el pueblo estaba en estado de sitio y se requería esfuerzo militar para la obtención de suministros. La situación se deterioró y, para abril de 1948, Kfar Darom estaba completamente rodeado por las fuerzas árabes.
El primer intento árabe importante para capturar Kfar Darom fue el 23 de marzo de 1948, cuando 18 ataques separados fueron repelidos por los residentes locales. Disparos fueron escuchados de nuevo el 8 de abril. El 10 de abril, el 1.° Batallón de la  Hermandad Musulmana, bajo Husni al-Musawi, organizó un ataque contra el pueblo, pero fue derrotado resultando con decenas de víctimas.
El siguiente intento fue hecho por la Hermandad el 10 de mayo bajo el teniente coronel (Bikbashi) Ahmad al-Aziz. Aziz envió patrullas de reconocimiento el 10 de mayo, y en el día siguiente, asaltó el pueblo. Él esperaba que una descarga de artillería de una hora podría matar o herir a la mayor parte de los defensores, pero los tiros fueron imprecisos en su mayoría, y no pudo destruir ningún edificio. Tres ataques de infantería y blindados fueron rechazados, ya que se les permitió acercarse a la cerca del pueblo sin ser molestados, y entonces los defensores abrieron fuego concentrado sobre ellos, causando confusión. Los zapadores que estaban destinados a romper la valla estaban todos muertos o heridos y las tropas no podían avanzar más y se retiraron, dejando 70 muertos. En Kfar Darom, cuatro personas murieron y cuatro resultaron heridas, dejando un total de 25 personas con capacidad de lucha.

## Batallas del 13–15 de mayo
Las batallas se reanudaron en la noche del 12 de mayo, cuando un contingente de infantería de los Hermanos Musulmanes penetró la valla oriental de Kfar Darom. Entraron en un campo de minas y se retiraron. Un tanque solitario destrozó la puerta, pero tuvo que parar en una trinchera de comunicaciones. Los defensores lanzaron fuego con cócteles molotov y lo obligaron a retirarse también. En este punto el kibutz era defendido por 30 miembros, de ellos 20 soldados del Palmaj de la Brigada Néguev.
Después de que dos intentos de reforzar el kibutz antes de la intervención egipcia fracasaron (uno de ellos a causa de una «rebelión» de los comandantes de los escuadrones de Palmaj que se negaron a enviar a los nuevos reclutas), la Brigada Néguev planeó un gran avance de una compañía reforzada con varios vehículos blindados. El plan era capturar la localidad beduina de Khirbat Ma'in y llevar un convoy a Kfar Darom durante la noche del 14-15 de mayo. El ataque se retrasó y Khirbat Ma'in fue tomada recién en la madrugada. Los vehículos se dirigieron a la luz del día a Kfar Darom, pero se atascaron en la arena a 2 kilómetros (1.2 millas) de distancia del pueblo, y fueron atacados por las fuerzas de los Hermanos Musulmanes. Todos los vehículos fueron abandonados excepto uno, que logró llegar a Kfar Darom completamente intacto. Muchas de las tropas de los vehículos abandonados llegaron a Kfar Darom a pie, pero llevando a 39 heridos, lo que solo hizo la lucha más difícil para los sitiados. Alimentos y agua racionados ahora tenían que dividirse entre más personas.
El ejército regular egipcio llevó a cabo su ataque en la mañana del 15 de mayo. Fuerzas del 1.° Batallón, incluyendo tres tanques, seis vehículos blindados, otros 10 vehículos y un contingente de infantería, atacaron Kfar Darom desde la estación de tren de Deir al Balah, al noroeste. Fueron recibidos con fuego antitanque y se retiraron después de que un tanque fuera golpeado. La infantería egipcia siguió adelante, pero fue rechazada y no pudo romper el perímetro. Las pérdidas egipcias ascendieron a 70 muertos y 50 heridos. Todo el tiempo, aeronaves egipcias realizaron bombardeos sobre el pueblo. Después de que las tropas de tierra se reorganizaron, hicieron un avance final para rescatar a los heridos abandonados en el campo, y se realizó una descarga de artillería pesada sobre el pueblo.

## Cerco y evacuación
En la primera tregua de la guerra el 11 de junio, Kfar Darom fue completamente rodeada y sitiada por las fuerzas egipcias. Numerosos intentos se hicieron antes y durante la tregua, incluyendo lanzamientos desde el aire, para entregar alimentos y suministros a la localidad. Los observadores del alto el fuego de las Naciones Unidas no intervinieron, y Egipto impidió al kibutz sitiado recibir ayuda, incluso bombardeó las áreas donde se realizaban los lanzamientos aéreos, por lo que no podían ser recogidos. Un convoy de la Brigada Néguev logró entrar en el pueblo, pero fueron sometidos a fuego egipcio cuando trataron de volver. Después de 8 días, finalmente lograron tomar unos pocos heridos y regresar a las líneas israelíes.
En vista de la situación, la Brigada Néguev pidió permiso para evacuar Kfar Darom. A pesar de que estarían sacrificando un recurso estratégico (una posición que daba a la carretera costera, que era la principal ruta de abastecimiento egipcio) y una excepción del principio prevalente en ese momento en Israel: no evacuar ningún asentamiento, la brigada deseaba consolidar sus posiciones, y Kfar Darom era una carga importante. El Estado Mayor estuvo de acuerdo, y dio la orden de abandonar el pueblo el 8 de julio. Fue evacuado al amparo de la oscuridad con todas las armas posibles que los defensores pudieron llevar, así como dos rollos de la Torá; otros suministros fueron destruidos. El ejército egipcio atacó el 9 de julio con infantería, blindados y artillería, pero se sorprendieron al encontrar la aldea abandonada.

## Reacciones y consecuencias
La resistencia inicial de Kfar Darom el 13-15 de mayo levantó la moral de todas las fuerzas israelíes, ya que se consideró la primera resistencia judía exitosa contra los ejércitos árabes profesionales (Gush Etzion había caído ante la Legión Árabe transjordana varios días antes).
El terreno de Kfar Darom se mantuvo bajo control egipcio tras los Acuerdos de Armisticio de 1949, y se convirtió en parte de la Franja de Gaza. Algunos de los miembros del kibutz ayudaron a construir Bnei Darom en 1949, hoy en día cerca a Asdod. La Franja de Gaza fue capturada por Israel en la guerra de los Seis Días de 1967, y un asentamiento Nahal fue construido junto al antiguo Kfar Darom en 1970. Se mantuvo bajo control militar hasta octubre de 1989, siendo poblado por civiles. El 18 de agosto de 2005, Kfar Darom fue evacuado como parte del plan de retirada unilateral israelí.